# Hořátev
Hořátev (en allemand : Horschatew) est une commune du district de Nymburk, dans la région de Bohême-Centrale, en République tchèque. Sa population s'élevait à 815 habitants en 2020.

## Géographie
Hořátev se trouve à 4 km au sud du centre de Nymburk et à 44 km à l'est-nord-est de Prague.
La commune est limitée par Nymburk au nord, par Kovanice à l'est, par Písková Lhota au sud, et par Kostelní Lhota, Zvěřínek et Písty à l'ouest.

## Histoire
La première mention écrite de la localité date de 1384.